# Чайнат (провинция)
Чайнат (тайск. ชัยนาท) — провинция в центральной части Таиланда. Административный центр — город Чайнат.
На гербе провинции изображено колесо Будды, Дхармачакра, на фоне гор Кхао Пхлонг и реки Чаупхрая, в долине которой располагается провинция Чайнат. Изображение на гербе символизирует большую религиозность местных жителей.

## Географическое положение
Провинция расположена в 180 км к северу от Бангкока.
Основную площадь региона занимает равнина. В южной части провинции на реке Чаупхрая построена дамба, защищая этот район от наводнений, помогает регулировать водный поток и эффективно использовать водные ресурсы в развитии сельского хозяйства. Эта дамба была первой в Таиланде, построена в 1957 году. Она способствовала созданию самой развитой ирригационной системе страны. Это важно для данного региона, так как здесь очень много рисовых полей.

## Климат
Климат тропический, муссонный.
| Показатель                    | Янв. | Фев. | Март | Апр. | Май | Июнь | Июль | Авг. | Сен. | Окт. | Нояб. | Дек. | Год   |
| ----------------------------- | ---- | ---- | ---- | ---- | --- | ---- | ---- | ---- | ---- | ---- | ----- | ---- | ----- |
| Средний суточный максимум, °C | 31   | 33   | 35   | 34   | 34  | 33   | 32   | 31   | 31   | 30   | 30    | 30   | 32,0  |
| Средний суточный минимум, °C  | 19   | 20   | 22   | 24   | 24  | 24   | 23   | 23   | 23   | 22   | 20    | 19   | 21,9  |
| Норма осадков, мм             | 5    | 11   | 22   | 43   | 135 | 96   | 145  | 171  | 271  | 158  | 37    | 8    | 1,102 |

## История
Город Чайнат появился в период правления короля Рамы IV. Во время войны с Бирмой служил важной военной базой. Так как все сражения на этой территории имели успех, то город и получил такое название, что переводится как «место победы».

## Административное деление

Административное деление провинции Чайнат

Общая площадь провинции составляет 2 469,7 км² и административно делится на 8 районов (ампхое):
1. Столичный район Чайна́т — Mueang Chainat (เมืองชัยนาท)
2. Район Ма́но-Ро́м — Manorom (มโนรมย์)
3. Район Ватси́нг — Wat Sing (วัดสิงห์)
4. Район Саппъя́ — Sapphaya (สรรพยา)
5. Район Сакбури́ — Sankhaburi (สรรคบุรี)
6. Район Ханкха́ — Hankha (หันคา)
7. Но́нг-Мамо́нг — Nong Mamong (หนองมะโมง)
8. Не́ин-Кха́м — Noen Kham (เนินขาม)

## Население
По состоянию на 2015 год население провинции составляет 331 655 человек. Плотность населения — 134,29 чел/км². Численность женского населения (51,3 %) превышает численность мужского (48,7 %).

## Достопримечательности
- Чайнат (тайск. สวนนกชัยนาท) — самый большой парк птиц в Азии.
- Национальный музей Чайнатмунее (тайск. พิพิธภัณฑสถานแห่งชาติ ชัยนาทมุนี). На первом этаже музея находится выставка экспонатов предметов старины, инструментов, орудий, украшений. На втором этаже находится статуя Будды, различные амулеты и небольшие фигурки. Здание музея построено в тайском архитектурном стиле.
- Храм Ват Тхамма Мулвиха (тайск. วัดธรรมามูลวรวิหาร), сохранившийся со времен царства Аюттхаи. Ват Тхамма Мулвиха расположен на берегу реки Чаупхрая, построен в тайском стиле, и является одним из самых популярных храмов у местных жителей. Его украшениями являются изображения Будды.